# Битка при Руспина
Битката при Руспина е на 4 януари 46 пр.н.е. между оптиматите и популарите.
Юлий Цезар командва популарите, а Тит Лабиен оптиматите. Оптиматите побеждават, понеже са многобройни.
Руспина, днес Монастир, се намира в днешен Тунис.